# Wygiełdów (osada leśna)
Wygiełdów – osada leśna w Polsce, położona w województwie opolskim, w powiecie oleskim, w gminie Praszka.
W latach 1975–1998 miejscowość administracyjnie należała do województwa częstochowskiego.
Położona nad rzeką Prosną.